# Suga Mama
Suga Mama est le groupe entièrement féminin de Beyoncé Knowles originellement créé pour sa tournée de 2007, The Beyoncé Experience et son album studio de 2006 B'Day.

## Apparitions

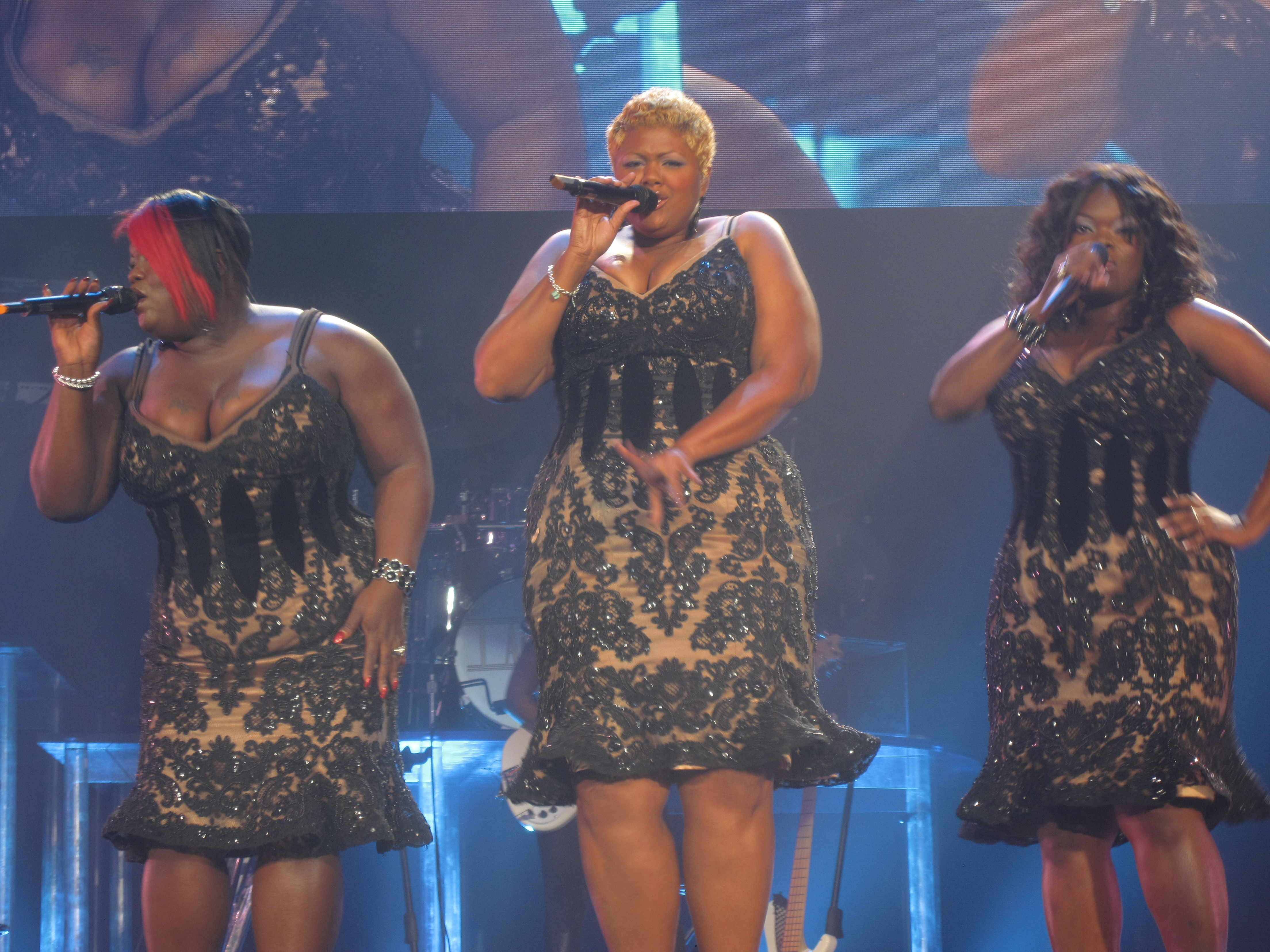
The Mamas sur le I Am... Tour.

Leur premier clip vidéo où elles apparaissent avec Beyoncé est Irreplaceable et elles font une seconde apparence dans la vidéo de Green Light. La version espagnole de Irreplaceable a un clip vidéo, où elles apparaissent dans quelques parties de celui-ci. Elles font donc leur troisième apparence dans Irreemplazable, la version espagnole de la chanson et font également une autre apparition sur la piste, Freakum Dress. D'autre part, elles n'apparaissent dans aucun clip vidéo du troisième album studio de Beyoncé I Am... Sasha Fierce.
Suga Mama a travaillé également avec Beyoncé durant ses apparences pour promouvoir son troisième album I Am... Sasha Fierce et sont à ses côtés sur son I Am... Tour de 2009 pour supporter l'album.

## Performances
Suga Mama joue souvent des instruments quand Beyoncé se change en coulisses durant les concerts.

## Composition
La composition de Suga Mama est la suivante :
- Directrice musicale/Guitare : Bibi McGill
- Directrice musicale/Basse : Divinity Walker Roxx
- Percussion : Marcie Chapa
- Trompette : Crystal Torres
- Saxophone alto : Tia Fuller
- Saxophone ténor : Katty Rodriguez-Harrold
- Batteries : Nikki Glaspie & Kim Thompson
- Clavier : Rie Tsuji & Brittani Washington
- The Mamas (choristes) : Montina Cooper, Crystal « Crissy » Collins, & Tiffany Riddick